# Far Cry 2
Far Cry 2 es la precuela del videojuego de acción en primera persona Far Cry (FPS, first person shooter, en inglés) desarrollado y distribuido por Ubisoft en 2008. Este no sigue la línea argumental de su predecesor, ya que abandona la temática de ciencia ficción, para centrarse en una historia localizada en África. El reconocido Jack Carver, quien le dio personalidad a la primera parte y a sus expansiones (Evolution en XBOX, Predator en Xbox 360 y Vengeance para Wii). El desarrollo estuvo a cargo de Ubisoft, sin la participación de Crytek Labs.
Ubisoft ha comercializado Far Cry 2 como la auténtica secuela de Far Cry, asimismo la secuela posee muy pocas similitudes apreciables con el título original. En su lugar, muestra personajes y escenarios completamente nuevos, así como un nuevo estilo del gameplay que concede mayor libertad al jugador para explorar diferentes escenarios africanos como desiertos, junglas y sabanas. El juego tiene lugar en una nación actual de África Central inmersa en una guerra civil. El jugador toma el control de un mercenario durante un largo viaje para localizar y asesinar al “Chacal", un conocido traficante de armas.
Far Cry 2 obtuvo una recepción positiva tras su lanzamiento, elogiándose el escenario en que toma lugar el juego, su gameplay de mundo abierto, el acabado visual y la inteligencia artificial. En enero de 2009, el título había vendido tres millones de copias.

## Argumento

### Escenario
Far Cry 2 toma lugar en un pequeño estado del África Central, sumido en una guerra civil. El gobierno ha colapsado recientemente, dejando a dos facciones con el control: la UFLL, United Front of Liberation, dirigida por Addi Mbantuwe, líder de la oposición; y la APR, Alliance for Popular Resistance, dirigida por Oliver Tambossa. Ambas facciones están clamando por los intereses de los habitantes, pero ambas han mostrado su falta de compasión, hostilidad, codicia, y una indiferencia general por el bienestar de la gente. Ambas facciones han contratado algunos mercenarios para reforzar su poder durante el conflicto. El agotamiento reciente de las minas de diamante de la nación ha sumido al país en un gran desorden, dejando a algunos mercenarios sin una paga y sin salida del lugar.
El jugador asume el papel de un mercenario, que llega a dicho estado con la misión de eliminar al Chacal, un vendedor de armas que ha estado vendiendo armas a las dos facciones enfrascadas en el conflicto. El jugador debe lograr su objetivo haciendo lo que sea necesario, aunque haya sucumbido a la inmoralidad de las facciones en conflicto y al mismo Chacal. El jugador, afectado por la malaria, debe realizar una serie de misiones para ambas facciones individualmente y en ocasiones respaldado por colegas. A lo largo del camino se descubrirán complots y el jugador tendrá que sobrevivir a las continuas guerras y emboscadas.

### Personajes
Los personajes jugables incluyen a Warren Clyde (estadounidense), Quarbani Singh (indio-mauriciano), Paul Ferenc (israelí-húngaro), Xianyong Bai (chino), Marty Alencar (brasileño-estadounidense), Frank Bilders (irlandés del norte), Josip Idromeno ( albanés), Hakim Echebbi (argelino) y Andre Hyppolite (haitiano). Los personajes no jugables incluyen a Flora Guillen (cubana-angolana), Nasreen Davar (tayika) y Michele Dachss (francesa).
El principal enemigo del juego es un traficante de armas sádico pero inteligente conocido como el Chacal, cuyas armas alimentan la violencia en el país. Es conocido por vender sus armas de impresionante calidad a precios muy bajos y por no tener miedo. Afirma su conocimiento de la voluntad de poder al citar Más allá del bien y del mal de Friedrich Nietzsche al comienzo del juego y tiene poco o ningún remordimiento por todas las muertes que ha causado. Varias grabaciones a lo largo del juego revelan sus pensamientos y creencias, en una de las cintas revela que es un humanista. Se rumorea que el Chacal tiene cáncer y no le queda mucho tiempo de vida. A pesar de todas las posibilidades que tiene, el Chacal nunca intenta matar al protagonista, y simplemente lo usa como una herramienta para causar más caos mientras el protagonista lo busca. Al final, se revela que el Chacal busca la redención de su vida como traficante de armas y desea limpiar el país de su guerra.
Las dos facciones tienen cada una un líder y un segundo al mando. El líder de la UFLL es Addi Mbantuwe y el nombre de su subordinado es Leon Gakumba. Los lugartenientes de la UFLL son Héctor Voorhees, Anto Kankaras y Joaquín Carbonell. El líder de la APR es el mayor Oliver Tambossa y el nombre de su subordinado es Prosper Kouassi. Los lugartenientes de la APR son Nick Greaves, Walton Purefoy y Arturo Quiepo.

### Colegas
Todos los personajes jugables son diferentes tipos de mercenarios. Los personajes jugables que el jugador no elige jugar se convierten en personajes no jugadores que son amigos del personaje del jugador y que se pueden encontrar en los bares de la nación del juego. Estos amigos se llaman colegas y pueden cumplir varios roles en el juego. Todos los amigos ofrecen misiones secundarias al jugador, cuya finalización aumenta la posición de ese amigo con el jugador. Además, hay algunos amigos "extra" que se pueden encontrar. En cualquier partida, los amigos que se pueden encontrar son aleatorios y no aparecerán todos. El "Mejor amigo" y el "Segundo mejor amigo" del jugador pueden desempeñar funciones adicionales.
El "mejor amigo" del jugador puede proporcionar al jugador formas alternativas o "subvertidas" de completar la mayoría de las misiones de la historia principal. Estas misiones subvertidas siempre requieren más pasos que la misión estándar, pero a menudo facilitan el objetivo final: si un jugador tiene que asaltar una barcaza enemiga, puede asaltar la barcaza mientras está en movimiento o un compañero puede dirigir el jugador para recuperar los componentes de una bomba para volar un puente, simplemente aplastando la barcaza debajo de él. Completar misiones subvertidas también aumenta la posición del jugador con el mejor amigo y agrega "mejoras" a todas las casas seguras de la región, como vehículos estacionados afuera, camionetas médicas y camionetas de munición. Sin embargo, el objetivo final inevitable de una misión subvertida siempre será que el jugador deba rescatar a su compañero, quien, al final de la misión, habrá quedado superado en número. El jugador debe elegir entre una misión más corta y más difícil o una misión más larga pero más fácil.
El "segundo mejor amigo" del jugador puede acudir en ayuda del jugador cuando cae en la batalla si está "listo para el rescate". El amigo los moverá a un lugar más seguro, luego los revivirá y ayudará a luchar contra los enemigos restantes. Luego, el amigo necesita recuperarse y estará listo para salvar al jugador nuevamente una vez que lo visiten en una casa de seguridad.
Los compañeros pueden resultar heridos o muertos en batalla durante misiones subvertidas, rescates de compañeros y otras circunstancias. Cuando un compañero muere, su muerte es permanente y no será reemplazado. Cuando todos los amigos del jugador están muertos, las misiones subvertidas y los rescates de amigos ya no están disponibles. Cuando los compañeros resultan heridos en la batalla, marcarán su posición con una granada de humo y pedirán ayuda a gritos. El jugador puede elegir prestar ayuda o simplemente dejar que el compañero muera. Si las heridas del compañero son lo suficientemente leves, el jugador puede inyectarles una jeringa para curarlas por completo. Sin embargo, si las lesiones del compañero son demasiado graves, la única opción del jugador es sacrificarlo con una sobredosis de jeringas o apartar la mirada y dispararle en la cabeza. Los amigos suelen tener tres "vidas" en las que, si son derribados por tercera vez, el jugador no podrá salvarlos. Su última palabra antes de morir suele ser "gracias".

## Modo de juego
Far Cry 2 se caracteriza por tener final abierto. Los jugadores son capaces de aliarse con una o múltiples facciones, y progresar a través del juego y las misiones que se puedan encontrar, resultando en un estilo de gameplay no lineal que permite que la historia progrese en el orden en que se desee. Los jugadores pueden usar un rango de vehículos, incluidos autos, camiones, botes (muchos de los cuales están equipados con armamento), una red de autobuses con estaciones equidistantes para trasladarse rápidamente de un extremo a otro e incluso alas deltas, para moverse por un amplio escenario de 50 km² y elegir la manera de cómo llegar a su destino.
La hora del día también afecta el comportamiento de la inteligencia artificial (I.A), en términos de alerta y agresividad; por ejemplo, un enemigo puede intensificar un poco su intuición en la noche, pero no puede ver al jugador oculto; mientras, durante el mediodía los enemigos pueden turnarse para la guardia en grupos pero fácilmente ven al jugador desde una distancia.
La barra de salud  representa la salud del protagonista, la cual se divide en cinco segmentos, cada uno de los cuales automáticamente es rellenada si esta no se agota y el jugador encuentra cobertura por algunos segundos. Los jugadores llevan un suministro limitado de jeringas, los cuales pueden ser usados en todo momento para rellenar completamente la barra de salud, y están disponibles desde los botiquines situados a lo largo del mundo, específicamente en los puestos de guardia. Cuando se está cercano a la muerte (solo queda una barra de salud), el jugador debe realizarse primeros auxilios a sí mismo, por ejemplo, removiéndose balas con alicates, o devolverse el tobillo o los dedos fracturados a su posición. Los diferentes escenarios incluyen la sabana africana, ríos, selva y desierto, en todos los cuales se pasa de forma automática del día a la noche y viceversa, ya que el tiempo fluye de manera dinámica. 
El jugador cuenta con la ayuda de amigos, los cuales se encuentran atrapados en bases, se conocen como colegas, ofrecen misiones alternativas, y cuando la salud llegue a cero ellos irán a rescatarte, pero sólo una vez, para que lo vuelva a hacer se deberá ir a una casa franca donde se le encontrará y te ofrecerá su ayuda.

### Armas
El jugador tiene acceso a una gran variedad de armas, como pistolas, fusiles de asalto, fusiles de francotirador, escopetas, ametralladoras, RPG (lanzacohetes); además de llevar algunas granadas y cocteles molotov.
Una gran innovación en el videojuego es que las armas se degradan con el paso del tiempo. Las armas se atascan y encasquillan y eventualmente se vuelven inutilizables. El jugador puede adquirir armas en varias tiendas de armas, las cuales proveen un suministro ilimitado de armas, además de manuales para mejorar su fiabilidad y precisión. Las armas se desbloquean completando misiones involucrándose en la destrucción de convoyes de vendedores de armas para el dueño de la tienda de armas.

### Realismo
El juego posee características realistas tales como la degradación de las armas y el sistema dinámico del clima. El jugador necesita usar un mapa físico y un GPS (los cuales se actualizan automáticamente a medida que el jugador avanza), para orientarse. El jugador es capaz de marcar objetos y lugares tales como autos, torres de francotirador, reservas de munición y edificios, para que ellos puedan supervisarlos en su mapa. Cuando los vehículos reciben daños, el jugador debe repararlos, ajustando uno de los pernos en el radiador (camiones), la cabecera (buggy), u otras partes interiores con una llave. El jugador debe además tratar con diferentes niveles de malaria. Cada 30 o 40 minutos en tiempo real, el jugador debe tomar una píldora para combatir los dañinos y potencialmente mortales efectos de la enfermedad.
El Dunia Engine permite secuencias complejas y efectos en tiempo real, el juego presenta un ciclo día-noche, así como regeneración de árboles y vegetación. Un único mecanismo de propagación del fuego, que permite que un pequeño fuego se propague y eventualmente cause grandes incendios, puede ser usado a favor o en contra del jugador. El comportamiento del fuego depende de factores como la velocidad y dirección del viento, la lluvia y el tipo de vegetación. Por ejemplo, un fuego puede no propagarse fácilmente en un bosque o selva, comparado con  las llanuras y sabanas.
En el juego se encuentran varias especies de animales, y son capaces de distraer al enemigo, y también se dan cuenta de la presencia del jugador. Todos los grandes animales del juego son herbívoros, tales como cebras, ñúes, gacelas, búfalos, impalas y antílopes. Además, también se encuentran animales domésticos como cabras y pollos. La fauna del juego no representa ningún peligro para el jugador. Los enemigos hablan dos lenguajes nativos africanos: el afrikáans y el zulú.

## Armas

### Blancas
- Machete

### Principales
- Fusil de asalto G3-KA4 (Heckler & Koch G3)
- Fusil de asalto Avtomat Kalasnikov #47 (AK-47)
- Fusil de asalto FAL de paracaidista (FN FAL)
- Fusil de asalto AR-16 (Fusil M16)
- Fusil de francotirador M1903 (Springfield M1903)
- Fusil de francotirador Dragunov SVD (Dragunov SVD)
- Fusil de francotirador AS50 (Accuracy International AS50)
- Subfusil MP-5 con silenciador (HK MP5 SD3)
- Escopeta Homeland 37 (Ithaca 37)
- Escopeta SPAS-12 (SPAS 12)
- Escopeta USAS-12

### Secundarias
- Pistola Makarov (Makarov PM)
- Pistola 6P9 con silenciador (Makarov PM)
- Pistola Star .45
- Pistola Eagle.50 (Desert Eagle)
- Subfusil Uzi (Uzi)
- Subfusil MAC-10 (MAC-10)
- Pistola de bengalas
- Lanzagranadas M-79 (Escopeta lanzagranadas M79)
- Explosivos a control remoto

### Pesadas
- Lanzallamas LPO-50 (Lanzallamas)
- Lanzacohetes RPG-7 (RPG-7)
- Cañón sin retroceso Carl-G (Carl Gustav M2)
- Lanzagranadas MGL-140 (Milkor MGL)
- Ametralladora ligera PKM (PKM)
- Ametralladora ligera M249 SAW (Ametralladora ligera M249)
- Fusil de dardos
- Mortero Tipo 67 (Mortero)

### Armas montadas
- Lanzagranadas Mk 19
- Ametralladora Browning M2
- Ametralladora ligera M249 SAW

## Personajes

### Jugables
- Marty Alencar
- Warren Clyde
- Paul Ferenc
- Quarbani Singh
- Josip Idromeno
- Andre Hippolyte
- Frank Bilders
- Hakim Echebbi
- Xianyong Bai

### Colegas
- Frank Bilders
- Hakim Echebbi
- Xianyong Bai
- Nasreen Davar
- Flora Guillen
- Michele Dachass

### Otros personajes
- Reuben Olwanguembi
- Padre Maliya
- Doctor Obua

## Recepción
En general Far Cry 2 obtuvo valoraciones positivas de los principales medios especializados en el análisis de videojuegos. Las calificaciones más representativas se muestran en la tabla resumen.

## Gráficos
El equipo de desarrollo de Ubisoft Montreal diseñó un nuevo motor para Far Cry 2, llamado Dunia, el cual presenta un entorno con ambientes realistas semidestruibles, efectos especiales como propagación dinámica del fuego y efectos climáticos como lluvia y tormentas de arena, ciclo día-noche en tiempo real, sistema de música dinámica y acciones no lineales de la IA del enemigo.
El motor toma ventaja de procesadores de doble núcleo que soporten DirectX 9 y DirectX 10, y demanda menos hardware que el CryEngine 2, el motor usado en Crysis.
Far Cry 2 además soporta la tecnología amBX de Philips. Con el hardware apropiado, este añade efectos como vibraciones, luces de ambientes coloridos, y ventiladores que generan efectos de viento.